# NGC 3521
NGC 3521 es una galaxia espiral situada en la región sureste de la constelación de Leo, a una distancia de 35 millones de años luz de la Vía Láctea y fácilmente visible con telescopios de aficionado, aunque suele ser ignorada en favor de sus más famosas vecinas M65, M66, y NGC 3628.
Se trata de un excelente ejemplo de galaxia espiral floculenta, cómo lo son también las galaxias M63 y NGC 2841: una galaxia espiral en la cual la estructura espiral está formada por multitud de segmentos de brazos espirales en vez de brazos espirales continuos
NGC 3521 tiene en su centro lo que parece ser un cúmulo de estrellas de tipo espectral A, lo que sugiere que ha experimentado un gran brote estelar en los últimos mil millones de años.
El halo galáctico de NGC 3521 muestra diversas estructuras interpretadas cómo restos de una o varias galaxias menores que han sido absorbidas por ella.